# Poway (Kalifornia)
Poway város az USA Kalifornia államában, San Diego megyében. Lakosainak száma 48 841 fő (2020. április 1.).

## Népesség
A település népességének változása:

| 2010 | 47 811 |
| 2020 | 48 841 |